# Aaron Tveit
Aaron Kyle Tveit (Middletown, 21 ottobre 1983) è un attore e cantante statunitense, attivo in campo cinematografico, televisivo e teatrale, soprattutto nell’ambito dei musical a Broadway.
È noto specialmente per essere stato il primo interprete di Gabe in Next to Normal, il primo interprete di Frank Abagnale Jr. nella produzione originale del musical ispirato al film Prova a prendermi, e per aver interpretato Enjolras nell'adattamento cinematografico del romanzo Les Misérables diretto da Tom Hooper.
È stato il primo interprete del personaggio di Christian nel musical Moulin Rouge! (2018), adattamento teatrale dell’omonimo film; per la sua performance ha vinto il Tony Award al Miglior attore protagonista in un musical.

## Biografia

### Infanzia e formazione
Aaron Tveit è nato a Middletown, figlio di Posie e Stanley Tveit. Il suo cognome ha origini norvegesi. Ha un fratello minore, Jon, che ha preso i voti ed è sacerdote nell'arcidiocesi di New York. Si è diplomato alla Middletown High School nel 2001, dove ha partecipata sia ad attività teatrali che sportive, come giocare a golf, calcio e basket mentre si esibiva in tutte e quattro le produzioni teatrali scolastiche. Dopo aver rinunciato una borsa di studio per economia, Tveit si è immatricolato all'Ithaca College prima come studente di canto e poi di teatro musicale.

### Anni 2000
Nel 2003, durante il suo secondo anno di studi, Tveit ha lasciato l'Ithaca College per unirsi alla seconda tournée statunitense del musical Rent, in cui interpretava il ruolo minore di Steve ed era il sostituto per le parti principali di Roger e Mark; avrebbe successivamente ottenuto la laurea dall'Ithaca College nel 2012.
Nel 2005 ha interpretato Link Larkin nel tour statunitense di Hairspray, un ruolo con cui ha fatto il suo debutto a Broadway l'anno successivo nella produzione stabile del musical a New York. Nel corso dei due anni successivi, Tveit ha recitato nel circuito regionale a Berkshire e Beverly, mentre nel 2008 ha fatto il suo debutto nell'Off-Broadway nella prima del musical Next to Normal, in cui interpretava il giovane Gabe; nello stesso anno ha recitato nell'Off-Broadway nella riduzione teatrale di Saved! ed è tornato a Broadway per interpretare nuovamente Link in Hairspray e il protagonista maschile Fiyero Tiggular nel musical Wicked al Gershwin Theatre. Nel 2008 ha fatto inoltre il suo esordio cinematografico nel film Ghost Town.
Nel 2009 Tveit ha fatto il suo debutto sul piccolo schermo per interpretare il ruolo di William "Tripp" van der Bilt III in Gossip Girl, una parte che sarebbe tornato a ricoprire in una decina di episodi fino al 2012. Nel 2009 è tornato a Broadway con il musical Next to Normal al Booth Theatre; lo show si è rivelato un successo e ha vinto il Premio Pulitzer per la drammaturgia, mentre l'attore ha ottenuto recensioni positive e la vittoria dell'Helen Hayes Award, del Clarence Derwent Award e del Broadway.com Audience Award per la sua interpretazione. Tveit è rimasto nel cast di Next to Normal a Broadway fino al giugno 2009, quando è stato rimpiazzato da Kyle Dean Massey.

### Anni 2010 e 2020
Dopo il successo di Next to Normal, Tveit ha incrementato l'attività televisiva apparendo in alcuni episodi di Ugly Betty, Law & Order, Body of Proof e The Good Wife tra il 2010 e il 2011. Nel 2010 ha recitato accanto a James Franco nel film Urlo, in cui interpretava il poeta Peter Orlovsky. Nel 2010 è tornato a recitare in Rent in uno speciale allestimento del musical in scena alla Hollywood Bowl per la regia di Neil Patrick Harris, questa volta nel ruolo del protagonista Roger Davis accanto alla Mimi di Vanessa Hudgens; nello stesso anno è tornato anche a recitare brevemente a Broadway in Next to Normal. Nel 2011 è Frank Abagnale Jr nella riduzione teatrale di Prova a prendermi a Broadway, musical in cui aveva recitato brevemente a Seattle nell'estate del 2009. Catch Me If You Can ha ricevuto un'accoglienza tiepida dalla critica, ma Tveit ha ottenuto recensioni positive e candidature al Drama League Award e all'Outer Critics Circle Award al miglior attore in un musical.
Negli anni successivi si è dedicato prevalentemente alla carriera cinematografica e televisiva, lanciata nel 2012 grazie al ruolo di Enjolras nel film di Tom Hooper Les Misérables, che gli ha dato anche la possibilità di cantare alla cerimonia dell'ottantacinquesima edizione dei premi Oscar nel 2013. Dopo il successo del film, ha ottenuto il ruolo principale dell'agente Mike Warren nella serie televisiva Graceland, di cui è stato protagonista per tre stagioni fino alla cancellazione della serie nel 2015. Durante una pausa tra le riprese di Graceland, nel 2014 Tveit ha fatto il suo debutto sulle scene londinesi per interpretare John Wilkes Booth nel musical Assassins alla Menier Chocolate Factory per la regia di Jamie Lloyd; il revival è stato accolto molto positivamente da critica e pubblico, tanto da essere stato esteso per alcune settimane di repliche extra, a cui però Tveit non ha potuto partecipare a causa dell'inizio delle riprese dell'ultima stagione di Graceland.
Nel 2016 Tveit ha pubblicato il suo primo album da solista, The Radio in My Head, registrato dal vivo durante una serie di concerti allo Studio 54. Nello stesso anno ha interpretato anche due ruoli da protagonista sul piccolo schermo, recitando nel ruolo di Danny Zuko in Grease: Live e in quello di Garreth Ritten in BrainDead - Alieni a Washington, che però è stato cancellato dopo solo una stagione. Nel 2017 ha interpretato il protagonista Robert nel musical di Stephen Sondheim Company in scena a Boston, oltre ad apparire in alcuni episodi di The Good Wife e The Good Fight e recitare accanto a Patricia Clarkson nel film Out of Blue - Indagine pericolosa. Nel 2018 ha interpretato il protagonista Christian nel musical Moulin Rouge! in scena a Boston, tornando ad interpretare il personaggio l'anno dopo a Broadway; per la sua performance ha vinto il Tony Award al miglior attore protagonista in un musical. Nel 2021 ha recitato nelle serie televisive American Horror Stories e Schmigadoon!., mentre nel 2024 ha interpretato Sweeney Todd in Sweeney Todd: The Demon Barber of Fleet Street a Broadway.

## Vita privata
Aaron Tveit vive ad Astoria, nel Queens, e ha avuto una relazione con l'attrice Jacqui Polk dal 2005 al 2007.

## Filmografia

### Cinema
- Ghost Town, regia di David Koepp (2008)
- Urlo (Howl), regia di Rob Epstein e Jeffrey Friedman (2010)
- Girl Walks Into a Bar, regia di Sebastian Gutierrez (2011)
- Senza freni (Premium Rush), regia di David Koepp (2012)
- Les Misérables, regia di Tom Hooper (2012)
- A Dream of Flying – cortometraggio (2013)
- Big Sky, regia di Jorge Michel Grau (2015)
- Undrafted, regia di Joseph Mazzello (2016)
- Better Off Single, regia di Benjamin Cox (2016)
- Created Equal, regia di Bill Duke (2017)
- Out of Blue - Indagine pericolosa (Out of Blue), regia di Carol Morley (2018)

### Televisione
- Gossip Girl – serie TV, 10 episodi (2009-2012)
- Ugly Betty – serie TV, episodio Tutto il mondo è un palcoscenico (2010)
- Law & Order - Unità vittime speciali (Law & Order: Special Victims Unit) – serie TV, episodi 11x20-13x02 (2010-2011)
- Body of Proof – serie TV, episodio 2x05 (2011)
- The Good Wife – serie TV, episodio 3x07 (2011)
- Graceland – serie TV, 38 episodi (2013-2015)
- Grease: Live – film TV (2016)
- BrainDead - Alieni a Washington - serie TV,  13 episodi (2016)
- Il mio inatteso principe di Natale (One Royal Holiday), regia di Dustin Rikert – film TV (2020)
- The Good Fight – serie TV,  3 episodi (2017-2021)
- American Horror Stories – serie TV, 3 episodi (2021)
- Schmigadoon! – serie TV, 12 episodi (2021-2023)

## Teatro
- Footloose, libretto di Walter Bobbie, testi di Dean Pitchford, colonna sonora di Tom Snow, regia di Brett Smock. Merry-Go-Round Playhouse di Auburn (2003)
- Rent, libretto e colonna sonora di Jonathan Larson, regia di Michael Greif. Tour USA (2004)
- Hairspray, colonna sonora di Marc Shaiman e Scott Wittman e libretto di Mark O'Donnell e Thomas Meehan, regia di Jack O'Brien. Tour US (2005), N. Simon Theatre di Broadway (2006; 2008)
- Calvin Berger, libretto e colonna sonora di Barry Wyner, regia di Stephen Terrell. Berkshire Athenaeum di Pittsfield (2017)
- The Three Musketeers, libretto di Peter Raby, testi di Paul Leigh, colonna sonora di George Stiles, regia di Francis Matthews. North Shore Theatre di Beverly (2007)
- Next to Normal, libretto di Brian Yorkey, colonna sonora di Tom Kitt, regia di Michael Greif. Second Stage Theatre dell'Off-Broadway, Arena Stage di Washington (2008)
- Saved!, libretto di Rinne Groff e John Dempsey, colonna sonora di Michael Friedman e Douglas Wieselman, regia di Gary Griffin. Playwrights Horizons dell'Off-Broadway (2008)
- Wicked, libretto di Winnie Holzman, colonna sonora di Stephen Schwartz, regia di Joe Mantello. Gershwin Theatre di Broadway (2008-2009)
- Next to Normal, libretto di Brian Yorkey, colonna sonora di Tom Kitt, regia di Michael Greif. Booth Theatre di Broadway (2009-2010)
- Catch Me If You Can, libretto di Terrence McNally, testi di Scott Wittman, colonna sonora di Marc Schaiman, regia di Jack O'Brien. 5th Avenue Theatre di Seattle, Neil SImon Theatre di Broadway (2011)
- Rent, libretto e colonna sonora di Jonathan Larson, regia di Neil Patrick Harris. Hollywood Bowl di Los Angeles (2010)
- Assassins, libretto di John Weidman, colonna sonora di Stephen Sondheim, regia di Jamie Lloyd. Menier Chocolate Factory di Londra (2014)
- Company, libretto di George Furth, colonna sonora di Stephen Sondheim, regia di Julianne Boyd. Barrington Stage Company di Pittsfield (2017)
- Moulin Rouge!, libretto di John Logan, colonna sonora di autori vari, regia di Alex Timbers. Colonial Theatre di Boston (2018), Al Hirschfeld Theatre di Broadway (2019; 2021-2022; 2023)
- Sweeney Todd: The Demon Barber of Fleet Street, libretto di Hugh Wheeler, colonna sonora di Stephen Sondheim, regia di Thomas Kail. Lunt-Fontanne Theatre di Broadway (2024)

## Discografia

### Album
- 2016: The Radio in My Head

### Colonne sonore
- 2009: Next to Normal
- 2011: Catch Me If You Can
- 2012: Les Misérables: Highlights from the Motion Picture Soundtrack
- 2016: Grease Live!
- 2020: Moulin Rouge!

## Riconoscimenti
- Tony Award
  - 2021 – Miglior attore protagonista in un musical per Moulin Rouge!
- Grammy Award
  - 2020 – Candidatura per il miglior album di un musical teatrale per Moulin Rouge!
- Satellite Award
  - 2012 – Miglior cast per Les Misérables
- Drama League Award
  - 2011 – Candidatura per la miglior performance per Catch Me If You Can
- Lucille Lortel Award
  - 2008 – Candidatura per il miglior attore non protagonista per Next to Normal
- National Board of Review Awards
  - 2012 – Miglior cast per Les Misérables
- Outer Critics Circle Award
  - 2011 – Candidatura per il miglior attore in un musical per Catch Me If You Can
  - 2020 – Miglior attore in un musical per Moulin Rouge!
- San Diego Film Critics Society Awards
  - 2012 – Candidatura per il miglior cast corale per Les Misérables
- Washington D.C. Area Film Critics Association
  - 2012 – Miglior cast corale per Les Misérables

## Doppiatori italiani
- Gabriele Lopez in Gossip Girl (2^ voce), The Good Fight, Body of Proof, Les Misérables
- Corrado Conforti in Gossip Girl (1^ voce)
- Alessandro Ward in Graceland
- Emiliano Coltorti in BrainDead – Alieni a Washington
- Emanuele Ruzza in Grease: Live
- Riccardo Scarafoni in American Horror Stories